# Ouratea oblita
Ouratea oblita är en tvåhjärtbladig växtart som beskrevs av Riley. Ouratea oblita ingår i släktet Ouratea och familjen Ochnaceae. Inga underarter finns listade i Catalogue of Life.